# 1 Pułk Piechoty (Litwa)
1 Pułk Piechoty im. Wielkiego Księcia Litewskiego Giedymina (lit. 1-asis pėstininkų Lietuvos Didžiojo Kunigaikščio Gedimino pulkas) – litewski oddział piechoty sformowany w listopadzie 1918 roku. Brał udział w działaniach wojennych podczas tzw. litewskich wojen o niepodległość, za co został uhonorowany sztandarem Orderu Krzyża Pogoni II klasy. Rozformowany 26 października 1940 roku po aneksji Republiki Litewskiej przez ZSRR.

## Formowanie
Formowanie pierwszego pułku piechoty rozpoczęto 1 listopada 1918 w warunkach konspiracyjnych. Pułk oficjalnie utworzono rozkazem z dnia 23 listopada 1918 roku. Oddział przybierał następujące nazwy:
- 1 Pułk Piechoty (lit. 1-asis pėstininkų pulkas) – 23 listopada 1918 – 29 października 1919[1] ,
- 1 Pułk Piechoty im. Wielkiego Księcia Litewskiego Giedymina (lit. 1-asis pėstininkų Lietuvos Didžiojo Kunigaikščio Gedimino pulkas) – 30 października 1919 – 24 lipca 1940[1] ,
- 1 Pułk Piechoty (lit. 1-asis pėstininkų pulkas) – 25 lipca – 26 października 1940[1] .

26 października 1940 roku 1 Pułk Piechoty został zlikwidowany, a jego miejsce przejął 264 Pułk Strzelców.

## Historia
Początek formowania pułku przypada na 1 listopada 1918 roku, kiedy to po tajnej naradzie Komisja Obrony działająca przy Radzie Państwa Litwy powierzyła Vincasowi Glovackisowi zadanie zorganizowania 1 pułku piechoty i jego dowodzenia. Miało to następować w pełnej konspiracji przed Niemcami, którzy nadal nie wyrazili zgody na formowanie Wojska Litewskiego. Dopiero po kapitulacji Niemiec na froncie zachodnim stworzyła się okazja do oficjalnego tworzenia litewskich sił zbrojnych. 23 listopada 1918 roku Minister Obrony Narodowej w rozkazie nr 1 oficjalnie zarządził formowanie 1 pułku piechoty, a dowództwo nad nim powierzył pułkownikowi Jonasowi Galvydis-Bykauskasowi. W tym samym rozkazie nakazał przeniesienie oddziału z Wilna do Olity, co jednak nastąpiło dopiero 17 grudnia .
Litewskie władze początkowo nie ponaglały w formowaniu pułku, licząc przede wszystkim na obronę kraju przez stacjonujące nadal na Litwie wojsko niemieckie, a także na pomoc ze strony Szwecji, Wielkiej Brytanii i Stanów Zjednoczonych. Pobór do wojska dokonywany był jedynie z ochotników. 7 grudnia pułk liczył 31 oficerów i 59 żołnierzy . Po przeniesieniu do Olity i pozostaniu części żołnierzy w Wilnie na potrzeby formującego się sztabu oraz ochrony Rady Państwa liczył już tylko 25 oficerów, 3 urzędników cywilnych i 32 żołnierzy . Niezatrzymanie Armii Czerwonej przez wojska niemieckie spowodowało przyspieszenie mobilizacji wojskowej i tak pod koniec 1918 roku pułk składał się z 1 kompanii (110 żołnierzy), 2 kompanii (93 żołnierzy), kompanii gospodarczej (4 żołnierzy) i drużyny karabinów maszynowych (15 żołnierzy) . 1 stycznia 1919 roku pułk liczył 33 oficerów, 3 urzędników i 620 żołnierzy, sformowana była już 5 kompania, a 6 była w trakcie formowania .
Swój chrzest bojowy pułk przeszedł w dniach 12–15 lutego 1919 roku w bitwie pod Olitą, broniąc przed bolszewikami dostępu do Kowna. Podczas walk w dniu swoich 25 urodzin zginął tymczasowy dowódca pułku Antanas Juozapavičius – pierwszy litewski oficer, który zginął broniąc niepodległości Litwy . Po bitwie pułk kontynuował działania wojenne przeciwko bolszewikom m.in. w bitwie pod Kurkliai w ramach operacji kurklewsko-poniewieskiej, wyzwalając Ucianę podczas operacji kupiszecko-uciańskiej, a także zajmując Jeziorasy oraz biorąc udział w bitwie pod Dyneburgiem w ramach operacji jezioroskiej .
W uznaniu zasług podczas wojny litewsko-bolszewickiej oraz ze względu na fakt utworzenia pułku w Wilnie rozkazem Prezydenta Litwy z dnia 30 października 1919 roku pułk otrzymał imię Wielkiego Księcia Litewskiego Giedymina  .
W listopadzie i grudniu 1919 roku pułk uczestniczył w działaniach przeciwko białogwardyjskim wojskom Bermondta, w tym w zwycięskiej dla Litwinów bitwie pod Radziwiliszkami oraz wypchnięciu tych wojsk do Prus Wschodnich  . Po zakończeniu działań pułk powrócił do koszar w Olicie. Podczas konfliktu polsko-litewskiego pułk uczestniczył w działaniach pod Oranami i okolicach Trok. Po zakończeniu działań wojennych został skierowany do patrolowania granicznego pasa neutralnego na odcinku pomiędzy Szyrwintami a Giedrojciami .
W maju 1923 roku pułk został przeniesiony do Wiłkomierza, a ostatni żołnierze opuścił pas demarkacyjny 10 czerwca . 28 maja 1926 za udział w walkach przeciwko bolszewikom i białogwardzistom dekretem nr 141 Prezydent Litwy odznaczył 1 pułk piechoty im. Wielkiego Księcia Litewskiego Giedymina sztandarem orderowym Orderu Krzyża Pogoni II stopnia, wraz z dewizą Tegul meilė Lietuvos dega mūsų širdyse.
Po ataku Związku Radzieckiego na Polskę 17 września 1939, rząd Litwy wynegocjował z rządem w Moskwie przejęcie Wileńszczyzny. 15 października rozpoczęły się przygotowania do marszu na Wilno. Główną rolę miał odegrać właśnie 1 Pułk Piechoty im. Wielkiego Księcia Litewskiego Giedymina. Operacja zaczęła się 27 października pod dowództwem generała dywizji Vincasa Vitkauskasa. Po krótkiej uroczystości przy dźwiękach orkiestry o godzinie 9:20 litewscy żołnierze przekroczyli dawną linię demarkacyjną oddzielającą Litwę od Polski. 28 października o godzinie 12:15 1 Pułk Piechoty z generałem Vincasem Vitkauskasem na czele jako pierwszy wkroczył uroczyście do Wilna. Następnego dnia nastąpiło uroczyste „zdobycie” Góry Giedymina. Z placu katedralnego wymaszerowała kompania honorowa wystawiona przez 1 Pułk Piechoty. Dokładnie o godzinie 10:00 przy dźwiękach „Marszu Giedymina” dowódca pułku płk. Leonas Gustaitis wciągnął na maszt Baszty Giedymina trójkolorową flagę Litwy. Następnie odegrano hymn Litwy, a batalion 4 Pułku Artylerii oddał salut honorowy złożony 21 wystrzałów. Wszystkiemu towarzyszyło bicie kościelnych dzwonów. Po oddaniu honorów fladze kompania honorowa wróciła na plac Katedralny pozostawiając na Zamku Górnym straż honorową.
Po aneksji Litwy przez Związek Radziecki w 1940 roku Siły Zbrojne Republiki Litwy zostały przekształcone w Litewską Armię Ludową. 25 lipca dokonano zmian nazw dotychczasowych oddziałów rezygnując z dotychczasowych patronów. W sierpniu 1940 roku litewskie wojsko zostało włączone w skład Armii Czerwonej jako 29 Korpus Strzelecki. W ramach tego korpusu utworzono 264 Pułk Strzelców, do którego 16 września 1940 roku przeniesiono całą załogę dotychczasowego 1 Pułku Piechoty. 17 września utworzono komisję likwidacyjną 1 Pułku Piechoty. 21 września cały majątek 1 Pułku Piechoty przeszedł na 264 Pułk Strzelców, zaś 1 Pułk Piechoty został ostatecznie zlikwidowany 26 października rozkazem dowódcy pułku plk. ltn. Aleksandrasa Andriušaitisa.
Zarządzeniem Ministra Obrony Narodowej z dnia 8 września 1998 roku tradycje pułku przejął Batalion Sztabowy .

## Dowódcy
- 1–23 listopada 1918 – kpt. Vincas Glovackis[18] (konspiracyjny dowódca pułku),
- 23 listopada – 31 grudnia 1918 – plk. Jonas Galvydis-Bykauskas[19],
  - 1 stycznia – 4 lutego 1919 – krn. Kazys Ladiga (dowódca I batalionu (do 30 stycznia); p.o. dowódcy pułku)[20],
- 25 stycznia – 4 lutego 1919 – krn. Valerijonas Ramanauskas (nieobjął obowiązków)[21],
  - 4–13 lutego 1919 – krn. Antanas Juozapavičius (p.o. dowódcy pułku)[22],
- 16 lutego – 6 marca 1919 – krn. Valerijonas Ramanauskas[23],
- 6 marca – 1 października 1919 – krn. Kazys Ladyga[24],
- 17 października 1919 – 28 maja 1921 – mjr. Vladas Skorupskis[25],
- 29 maja – 11 czerwca 1921 – mjr. Ignas Musteikis[26],
- 11 czerwca 1921 – 1 października 1924 – mjr./plk. ltn[a]. Vladas Skorupskis[25],
  - 7 października 1924 – 23 lutego 1925 – plk. ltn. Juozas Skorulis (p.o. dowódcy pułku)[27],
  - 23 lutego – 22 grudnia 1925[b] Antanas Paškovičius (p.o. dowódcy pułku)[28],
  - 2 stycznia – 31 sierpnia 1926 – plk. ltn. Povilas Dundulis (p.o. dowódcy pułku)[29],
- 31 sierpnia 1926 – 3 lutego 1927[c] – plk. Vincas Šaudzis[30],
  - 17 grudnia 1926 – 6 sierpnia 1927 – plk. ltn. Povilas Dundulis (p.o. dowódcy pułku)[31],
- 6 sierpnia 1927 – 14 lutego 1930 – plk. ltn./plk[d]. Povilas Dundulis[29],
  - 25 lutego 1930 – 24 października 1931 – plk. ltn./plk[e]. Mikas Rėklaitis (p.o. dowódcy pułku)[32],
- 24 października 1931 – 17 września 1935 – plk. Mikas Rėklaitis[32],
- 17 września 1935 – 10 stycznia 1940 – plk. ltn./plk[f]. Leonas Gustaitis[33],
  - 25 czerwca[g] – 12 grudnia 1938 – plk. Vladas Karvelis (p.o. dowódcy pułku)[h][34],
- 13 stycznia – 15 lipca 1940 – plk. ltn./plk[i]. Antanas Šurkus[35],
- 16 lipca – 26 października 1940 – plk. ltn. Aleksandras Andriušaitis[36].